# Quang Minh và Hồng Đào
Quang Minh - Hồng Đào là một bộ đôi nghệ sĩ hài kịch người Việt Nam nổi tiếng ở hải ngoại và trong nước hoạt động từ năm 1995 cho đến năm 2019 thì tách ra.

## Tóm tắt tiểu sử

### Quang Minh
Tên thật là Võ Quang Minh, sinh ngày 20/11/1959 tại Gò Công, Việt Nam. Là kép của đoàn Kim Cương, Bông Hồng những năm cuối thập niên 1980.
Sang định cư tại miền Nam California năm 1990. Tại đây, ông hành nghề lồng tiếng phim Hồng Kông - chủ yếu là các vai phản diện.

### Hồng Đào
Tên thật là Nguyễn Đình Hồng Đào, sinh ngày 25/9/1962. Cha mẹ là người miền Bắc nhưng sinh bà ở Buôn Ma Thuột. Cả Quang Minh và Hồng Đào đều là sinh viên trường Nghệ thuật Sân khấu 2.
Bà được biết đến như là một trong những nghệ sĩ kịch thuộc thế hệ vàng của Thành phố Hồ Chí Minh vào thập niên 90 bên cạnh những tên tuổi như Thành Lộc, Hồng Vân lúc bấy giờ.
Năm 1994, sang định cư tại Bắc California theo diện HO. Bên cạnh việc diễn hài và viết kịch bản cho những tác phẩm của mình và Quang Minh, bà còn là một trong những giọng đọc chính cho những cuốn sách audio của nhà văn Nguyễn Ngọc Ngạn trong một khoảng thời gian dài.

### Gia đình và hôn nhân
Quang Minh và Hồng Đào có hai con gái là:
- Vicky - Phương Vân (sinh ngày 26/10/1996)
- Sophia - Tí Tẹo (Minh Châu) (sinh ngày 13/7/2002)

Tháng 7 năm 2019, hai người đã xác nhận ly hôn sau khoảng thời gian gần 24 năm gắn bó.

## Sự nghiệp
Lúc ở Việt Nam hai người đã có tình cảm với nhau. Sau khi qua Mỹ, trong một dịp tình cờ, cả hai đã gặp lại nhau tại một trạm xăng khi Hồng Đào xuống miền Nam thăm người thân. Lúc này Quang Minh cũng vừa kết thúc cuộc hôn nhân của mình. Đây cũng là cơ hội khiến những đầu mối thông tin liên lạc giữa hai người được kết nối trở lại ở nơi đất khách quê người. Một thời gian sau cả hai đi đến hôn nhân.
Trong một dịp, Hồng Đào nhận vai cho một vở hài kịch nhưng thiếu người, Quang Minh bèn nhận vai. Vở hài kịch được một số nghệ sĩ thưởng thức tán thưởng nhiệt liệt. Trong đó đặc biệt là nhạc sĩ Lê Uyên Phương, chính nhạc sĩ này đã khuyên Quang Minh nên bắt đầu sự nghiệp hài kịch. Từ đó, cả hai bắt đầu đi diễn nhiều nơi.
Sự nghiệp diễn hài kịch chuyên nghiệp của cả hai bắt đầu phát triển khi lần đầu tiên cả hai được Trung tâm Thúy Nga mời diễn cho chương trình Paris By Night 46 năm 1998 với vở hài kịch Thiên Duyên Tiền Định (trước đó Hồng Đào có tham gia nhưng một mình, cũng như từng cùng MC Nguyễn Ngọc Ngạn dẫn chương trình Paris By Night 36).
Từ đó cho đến nay, cả hai được nhiều trung tâm băng nhạc hải ngoại mời diễn, quay video, nhiều nhất là Thúy Nga, Asia, Vân Sơn. Hình tượng thường thấy trên sân khấu của Hồng Đào là "mẹ" của Quang Minh, còn Quang Minh là giả vai người đồng tính. Tuy nhiên cả hai đóng vai vợ chồng là nhiều nhất.
Năm 2010, cả hai có về Việt Nam đóng phim Gia đình Số Đỏ.
Đầu tháng 2/2013, cả hai nằm trong diện nghệ sĩ hải ngoại bị xem xét cấm về Việt Nam biểu diễn do có tham gia trong chương trình Asia 71: 32 Năm Kỷ Niệm tuy vai diễn của cả hai không có gì liên quan đến chính trị.
Năm 2011: ra mắt vở bi hài kịch "Những mảnh tình".
Năm 2014: ra mắt vở bi hài kịch "100 ngày yêu".
Năm 2016: về Việt Nam hoạt động nghệ thuật, xuất hiện trên các chương trình truyền hình thực tế như Người bí ẩn, Bí mật đêm chủ nhật, Học viện danh hài, Hoán đổi,...

## Nhận xét
"Những tác phẩm của Quang Minh và Hồng Đào không đơn giản chỉ có lời nói, mà còn gắn liền với âm nhạc, nụ cười và cả nước mắt!" - MC Việt Thảo

## Những vở hài kịch tiêu biểu

### Trung tâm Thúy Nga
| STT | Tiết mục                   | Thể hiện với                                                                  | Chương trình       | Năm  |
| --- | -------------------------- | ----------------------------------------------------------------------------- | ------------------ | ---- |
| 1   | Chuyện Cấm Đàn Ông         | (Hồng Đào), Ái Vân, Trang Thanh Lan                                           | Paris By Night 43  | 1998 |
| 2   | Thiên Duyên Tiền Định      | Trang Thanh Lan                                                               | Paris By Night 46  | 1998 |
| 3   | Niềm Vui Phụ Nữ            | Trang Thanh Lan                                                               | Paris By Night 48  | 1999 |
| 4   | Ngã Rẽ Cuộc Đời            | Trang Thanh Lan, Mỹ Huyền                                                     | Paris By Night 50  | 1999 |
| 5   | Gia Tài Người Hàng Xóm     | Trang Thanh Lan, Kiều Linh                                                    | Paris By Night 52  | 1999 |
| 6   | Người Đàn Bà Cao Số        | Ái Vân, Trang Thanh Lan                                                       | Paris By Night 53  | 2000 |
| 7   | Tư Chơi 1 & 2              | Trúc Lam, Loan Châu                                                           | Paris By Night 55  | 2000 |
| 8   | Lá Sầu Riêng Đông Lạnh     | Mỹ Huyền, Mỹ Trinh, Trang Thanh Lan                                           | Paris By Night 55  | 2000 |
| 9   | Xoay Chuyển Số Mệnh        | Trang Thanh Lan                                                               | Paris By Night 56  | 2000 |
| 10  | Võ Tòng Sát Tẩu            | Trang Thanh Lan, Chí Tài, Kiều Linh                                           | Paris By Night 57  | 2000 |
| 11  | Đam Mê Sân khấu            | Trang Thanh Lan, Chí Tài                                                      | Paris By Night 58  | 2001 |
| 12  | Chung Một Mái Nhà          | Trang Thanh Lan, Chí Tài                                                      | Paris By Night 60  | 2001 |
| 13  | Tái Ngộ Tại Tuyệt Tình Cốc | Trang Thanh Lan, Bé Mập, Loan Châu, Nguyễn Thành, Nguyễn Hải, Andy Vũ, Amy Vũ | Paris By Night 61  | 2001 |
| 14  | Tình Không Biên Giới       | Trang Thanh Lan, Chí Tài                                                      | Paris By Night 62  | 2001 |
| 15  | Lộng Giả Thành Chân        | Trang Thanh Lan, Trúc Lam, Calvin Hiệp                                        | Paris By Night 63  | 2002 |
| 16  | Những Tờ Di Chúc           | Trang Thanh Lan, Trúc Lam, Calvin Hiệp                                        | Paris By Night 65  | 2002 |
| 17  | Lần Đầu Gặp Gỡ             | Trang Thanh Lan, Chí Tài                                                      | Paris By Night 67  | 2002 |
| 18  | Tiếng Hát Điêu Thuyền      | Chí Tài, Kiều Linh, Calvin Hiệp                                               | Paris By Night 68  | 2003 |
| 19  | Con Đường Định Mệnh        | Kiều Linh, Calvin Hiệp                                                        | Paris By Night 69  | 2003 |
| 20  | Tình Họ Hàng               | Kiều Linh, Loan Châu                                                          | Paris By Night 70  | 2003 |
| 21  | Đắc Kỷ & Trụ Vương         | Trang Thanh Lan, Chí Tài, Kiều Linh, Thời Danh, Quốc Anh                      | Paris By Night 71  | 2003 |
| 22  | Madame Moon Talk Show      | -                                                                             | Paris By Night 82  | 2006 |
| 23  | Duyên Lạ Đêm Xuân          | -                                                                             | Paris By Night 113 | 2015 |
| 24  | Tình Rồng Duyên Tiên       | Bằng Kiều, Diễm Sương                                                         | Paris By Night 114 | 2015 |
| 25  | High Tech Hay Low Tech     | Mai Tiến Dũng, Daniel Phú                                                     | Paris By Night 116 | 2015 |
| 26  | Cầm Kỳ Thi Họa             | (Hồng Đào), Trang Thanh Lan, Hà Thanh Xuân, Nguyễn Hồng Nhung                 | Paris By Night 127 | 2018 |
| 27  | Một Ngày Ở Tiệm Nail       | (Hồng Đào), Việt Hương, Hoài Tâm, Thúy Nga, Hà Thanh Xuân                     | Paris By Night 129 | 2019 |

### Trung tâm Asia
| STT | Tiết mục                                                | Thể hiện với                                             | Chương trình       | Năm  |
| --- | ------------------------------------------------------- | -------------------------------------------------------- | ------------------ | ---- |
| 1   | Ghen                                                    | Túy Hồng, Chí Tài                                        | Asia 35            | 2001 |
| 2   | Hội Ngộ Hoa Hậu                                         | 15 Thí Sinh Áo Dài Long Beach                            | Asia 41            | 2003 |
| 3   | Tôi Viết Hài kịch                                       | Mỹ Trinh, Cindy, Bé Tin                                  | Asia 42            | 2004 |
| 4   | LK Trái Tim Ngục Tù, Trái Tim Mùa Đông, Trái Tim Lầm Lỡ | (Quang Minh), Thanh Trúc, Thanh Hà, Thiên Kim, Diễm Liên | Asia 43            | 2004 |
| 5   | Lắng Nghe Con Tim                                       | -                                                        | Asia 43            | 2004 |
| 6   | Bước Nhảy Tình Yêu                                      | Kiều Khanh                                               | Asia 44            | 2004 |
| 7   | Tình Mùa Đông                                           | -                                                        | Asia 45            | 2004 |
| 8   | Ba Thế Hệ                                               | Jonathan Phan                                            | Asia 46            | 2005 |
| 9   | Hai Thế Hệ Ca Sĩ                                        | Mai Thế Hiệp, Jonathan Phan, Cecilia Nguyễn              | Asia 48            | 2005 |
| 10  | Tình Yêu                                                | Tracy, Trung Tín                                         | Asia 49            | 2005 |
| 11  | Hài kịch                                                | Tố Loan                                                  | Asia 50            | 2006 |
| 12  | Đanh Đá Cá Cầy                                          | -                                                        | Asia 51            | 2006 |
| 13  | Nắng Hoàng Hôn                                          | Jonathan Phan                                            | Asia 52            | 2006 |
| 14  | Vào Xuân                                                | Thi Phan, Neil Đặng                                      | Asia 53            | 2006 |
| 15  | Giải Óc Cá                                              | -                                                        | Asia 54            | 2007 |
| 16  | Kịch Và Đời, Đời Và Kịch                                | Quỳnh Anh, Lê Huỳnh                                      | Asia 55            | 2007 |
| 17  | Yêu Đời, Yêu Người                                      | Jonathan Phan, Jennifer                                  | Asia 56            | 2007 |
| 18  | Thẻ Xanh                                                | Jonathan Phan, Quỳnh Anh                                 | Asia 57            | 2008 |
| 19  | Quê Hương                                               | Vicky, Tí Tẹo                                            | Asia 58            | 2008 |
| 20  | Một Điều Để Nhớ                                         | Jonathan Phan, Tố Loan                                   | Asia 59            | 2008 |
| 21  | 20, 40, 60                                              | Jonathan Phan                                            | Asia 60            | 2008 |
| 22  | Món Quà Sinh Nhật                                       | Jonathan Phan, Jennifer                                  | Asia 61            | 2009 |
| 23  | Hạnh Phúc Quanh Đây                                     | -                                                        | Asia 62            | 2009 |
| 24  | Ngày Tân Hôn                                            | Jonathan Phan, Linda                                     | Asia 63            | 2009 |
| 25  | Mong Chờ                                                | -                                                        | Asia 64            | 2009 |
| 26  | Ngày Giao Thừa                                          | -                                                        | Asia Đón Giao Thừa | 2010 |
| 27  | Chú Tư Cầu                                              | Jonathan Phan, Diễm Liên, Lê Anh Quân, Y Phụng           | Asia 65            | 2010 |
| 27  | Đoạn Tuyệt                                              | Nguyễn Hồng Nhung, Y Phương, Lê Anh Quân, Kim Loan       | Asia 66            | 2010 |
| 28  | Tâm Xuân                                                | Đoàn Phi, Hà Thanh Xuân                                  | Asia 67            | 2011 |
| 29  | Xóm Nhỏ Tình Người                                      | Diễm Liên, Mỹ Huyền                                      | Asia 68            | 2011 |
| 30  | Bến Đợi Đò Qua                                          | Mỹ Huyền, Tâm Đoan, Hà Thanh Xuân                        | Asia 70            | 2012 |
| 31  | 32 Năm Ngày Gặp Lại                                     | Đoàn Phi                                                 | Asia 71            | 2012 |
| 32  | Giấc Mơ                                                 | Nguyễn Hồng Nhung, Jonathan Phan                         | Asia 76            | 2015 |

### Trung tâm Vân Sơn
| STT | Tiết mục               | Thể hiện với                                                                 | Chương trình | Năm  |
| --- | ---------------------- | ---------------------------------------------------------------------------- | ------------ | ---- |
| 1   | Ông Ninh Ông Nang      | (Hồng Đào), Vân Sơn, Hoài Linh, Bé Mập                                       | Vân Sơn 3    | 1996 |
| 2   | Nàng Karaoke           | (Hồng Đào), Vân Sơn, Út Mập, Ngô Tấn Triển                                   | Vân Sơn 5    | 1997 |
| 3   | Táo Quân               | (Hồng Đào), Vân Sơn, Hoài Linh, Út Mập, Bé Mập                               | Vân Sơn 5    | 1997 |
| 4   | Nhất Nghệ Tinh         | (Hồng Đào), Vân Sơn, Thanh Trúc                                              | Vân Sơn 6    | 1997 |
| 5   | Lỡ Thời                | Hoài Linh, Huyền Nhiệm, Thanh Trúc, Yến Mai                                  | Vân Sơn 6    | 1997 |
| 6   | Hắc Bạch Công Tử       | (Hồng Đào), Vân Sơn, Hoài Linh, Út Mập, Bé Mập                               | Vân Sơn 6    | 1997 |
| 7   | Con Riêng              | Hoài Linh, Giáng Ngọc                                                        | Vân Sơn 7    | 1998 |
| 8   | Chuyện Vợ Chuyện Chồng | -                                                                            | Vân Sơn 8    | 1998 |
| 9   | Lô Độc Đắc             | -                                                                            | Vân Sơn 9    | 1998 |
| 10  | Con Gái Bây Giờ        | -                                                                            | Vân Sơn 10   | 1998 |
| 11  | Nhịp Cầu Tri Âm        | Vân Sơn, Giáng Ngọc                                                          | Vân Sơn 11   | 1999 |
| 12  | Tống Hổ Nghinh Mẹo     | -                                                                            | Vân Sơn 11   | 1999 |
| 13  | Táo Quân 2             | Vân Sơn, Hoài Linh, Bé Mập, Nghĩa Sứa                                        | Vân Sơn 11   | 1999 |
| 14  | Một Góc Cuộc Đời       | -                                                                            | Vân Sơn 12   | 1999 |
| 15  | Lột Mặt Nạ             | Vân Sơn, Bảo Liêm, Giáng Ngọc, Uyên Chi                                      | Vân Sơn 12   | 1999 |
| 16  | Ngày Gặp Mặt           | Vân Sơn                                                                      | Vân Sơn 13   | 1999 |
| 17  | Lột Xác                | Vân Sơn, Giáng Ngọc, Thúy Ái, Minh Trí                                       | Vân Sơn 14   | 1999 |
| 18  | Đêm Sinh Nhật          | (Hồng Đào), Văn Sơn, Quang Kiệt, Thanh Trúc, Việt Thi                        | Vân Sơn 14   | 1999 |
| 19  | Chén Xôi Xui Xẻo       | Vân Sơn, Giáng Ngọc, Văn Chung, Linh Tuấn, Bảo Hiền                          | Vân Sơn 14   | 1999 |
| 20  | Giấc Mơ Nghệ sĩ        | Bé Mập, Ngọc Lâm                                                             | Vân Sơn 15   | 2000 |
| 21  | Ông Sui Bà Sui         | (Hồng Đào), Quang Kiệt, Mỹ Trinh, Khả Tú, Quốc Tuấn                          | Vân Sơn 16   | 2000 |
| 22  | Ngày Valentine         | Việt Thi, Bảo Hiền                                                           | Vân Sơn 16   | 2000 |
| 23  | Câu Chuyện Cổ Tích     | -                                                                            | Vân Sơn 17   | 2000 |
| 24  | Đàn Ông Hấp Rượu       | -                                                                            | Vân Sơn 18   | 2000 |
| 25  | Hoa Mộc Lan            | Vân Sơn, Bảo Liêm, Văn Chung, Mỹ Trinh, Giáng Ngọc, Ngọc Diễm                | Vân Sơn 18   | 2000 |
| 26  | Adam & Eva             |                                                                              | Vân Sơn 19   | 2001 |
| 27  | Thằng Bờm              | Vân Sơn, Bảo Liêm, Văn Chung, Bích Tuyền, Nghĩa Sứa                          | Vân Sơn 19   | 2001 |
| 28  | Tết Này Anh Trở Về     | -                                                                            | Vân Sơn 20   | 2001 |
| 29  | Mượn Vợ                | Vân Sơn, Bảo Liêm                                                            | Vân Sơn 20   | 2001 |
| 30  | Rock Nụ cười           | Vân Sơn, Bảo Liêm, Việt Thảo                                                 | Vân Sơn 21   | 2002 |
| 31  | Em Cô Gái Việt Nam     | (Quang Minh), Vân Sơn, Bảo Liêm, Trường Vũ, Minh Trí, Nguyễn Thắng           | Vân Sơn 21   | 2002 |
| 32  | Ba Chớp Ba Nháng       |                                                                              | Vân Sơn 21   | 2002 |
| 33  | Vật đổi sao dời        | Vân Sơn, Bảo Liêm, Thanh Trúc, Bảo Liêm, Bé Mập, Văn Chung, Anh Thư, Mạc Can | Vân Sơn 22   | 2002 |
| 34  | Tứ Hành Xung           | Vân Sơn, Bảo Liêm                                                            | Vân Sơn 22   | 2002 |
| 35  | Căn Bệnh Thế Kỷ        | Vân Sơn, Bảo Liêm                                                            | Vân Sơn 23   | 2002 |
| 36  | Hoạn Thư International | -                                                                            | Vân Sơn 23   | 2002 |
| 37  | Bác sĩ Thẩm mỹ         | -                                                                            | Vân Sơn 24   | 2003 |
| 38  | Hoàng Tử Của Lòng Em   | -                                                                            | Vân Sơn 25   | 2003 |
| 39  | Nắng Lạ 1, 2 & 3       | (Hồng Đào), Vân Sơn, Bảo Liêm, Lê Huỳnh, Charlie, Vicky, Minh Trí, Việt Thi  | Vân Sơn 26   | 2004 |
| 40  | Sao Tôi Thấy           | (Quang Minh)                                                                 | Vân Sơn 26   | 2004 |
| 41  | Phước Lộc Thọ          | (Quang Minh), Vân Sơn, Bảo Liêm                                              | Vân Sơn 27   | 2004 |
| 42  | Nữ hoàng Chuối Chiên   | Sony, Hoài Tâm                                                               | Vân Sơn 27   | 2004 |
| 43  | Ách Giữa Đàng          | Vân Sơn, Bảo Liêm, Việt Thi                                                  | Vân Sơn 27   | 2004 |
| 44  | Suýt Thành Hoa hậu     | (Hồng Đào), Vân Sơn                                                          | Vân Sơn 28   | 2004 |
| 45  | Chuyện Thiên Hạ        | -                                                                            | Vân Sơn 28   | 2004 |
| 46  | 1001 Đêm               | (Hồng Đào), Vân Sơn                                                          | Vân Sơn 29   | 2005 |
| 47  | Robo Vợ                | -                                                                            | Vân Sơn 29   | 2005 |
| 48  | Người Bạn Tốt          | Vân Sơn, Bảo Liêm, Diễm Liên                                                 | Vân Sơn 29   | 2005 |
| 49  | Phước Lộc Thọ 2        | (Quang Minh), Vân Sơn, Bảo Liêm                                              | Vân Sơn 30   | 2005 |
| 50  | Đại Náo Hà Tiên        | (Hồng Đào), Vân Sơn, Bảo Liêm                                                | Vân Sơn 30   | 2005 |
| 51  | Xin Không Trở Lại      | -                                                                            | Vân Sơn 30   | 2005 |
| 52  | Đời Sẽ Có Nhau         | -                                                                            | Vân Sơn 31   | 2005 |
| 53  | Duyên Truyền Kiếp      | (Hồng Đào), Vân Sơn, Bé Tí                                                   | Vân Sơn 31   | 2005 |
| 54  | Hai Lá Thư             | Vân Sơn, Bảo Liêm                                                            | Vân Sơn 31   | 2005 |
| 55  | Hai Bà Mẹ              | Jonathan Phan, Linda                                                         | Vân Sơn 32   | 2005 |
| 56  | Người Chồng Bất Đắc Dĩ | (Hồng Đào), Vân Sơn, Bảo Liêm, Trường Vũ                                     | Vân Sơn 32   | 2005 |
| 57  | Trước Giờ Đầu Thai     | -                                                                            | Vân Sơn 33   | 2006 |
| 58  | Hàng Độc               | Tracy                                                                        | Vân Sơn 34   | 2006 |
| 59  | Mộng Bất Bình Thường   | Lê Huỳnh, Vicky, Tí Tẹo                                                      | Vân Sơn 35   | 2006 |
| 60  | Đám Cưới Đầu Hè        | Hoàng Nghĩa                                                                  | Vân Sơn 36   | 2007 |
| 61  | Hội Ngộ                | Minh Nhí                                                                     | Vân Sơn 38   | 2007 |
| 62  | Welcome To America     | Vân Sơn                                                                      | Vân Sơn 39   | 2008 |
| 63  | Một Ngày Hạnh Phúc     | -                                                                            | Vân Sơn 40   | 2008 |
| 64  | Yêu Cô Gái Miền Tây    | (Hồng Đào), Vân Sơn                                                          | Vân Sơn 41   | 2008 |
| 65  | Quê Hương Tôi Gặp Lại  | Hữu Nghĩa                                                                    | Vân Sơn 41   | 2008 |
| 66  | Chuyện Tình Mùa Đông   | -                                                                            | Vân Sơn 42   | 2009 |
| 67  | Ngày trở về            | Vân Sơn, Don Nguyễn                                                          | Vân Sơn 44   | 2010 |
| 68  | Ai Là Triệu Phú        | -                                                                            | Vân Sơn 45   | 2010 |
| 69  | Chè Xanh Internet      | -                                                                            | Vân Sơn 46   | 2011 |
| 70  | Một Chuyến Đi Về       | Lê Nguyên                                                                    | Vân Sơn 47   | 2011 |
| 71  | Người Của Công Chúng   | -                                                                            | Vân Sơn 48   | 2012 |
| 72  | Garage Sale            | Bảo Chung                                                                    | Vân Sơn 49   | 2013 |
| 73  | Đêm trắng              | Vân Sơn, Bảo Chung                                                           | Vân Sơn 49   | 2013 |

### Trung tâm Tình
| STT | Tiết mục                      | Thể hiện với        | Chương trình                      | Năm  |
| --- | ----------------------------- | ------------------- | --------------------------------- | ---- |
| 1   | Món Quà Bất Ngờ (Hải Đệ)      | -                   | Quê Hương Tình Yêu Và Tuổi Trẻ 7  | 2000 |
| 2   | Ngày Sinh Nhật (Vicky Võ)     | -                   | Quê Hương Tình Yêu Và Tuổi Trẻ 8  | 2001 |
| 3   | Đào Kép Mới (Vicky Võ)        | Trung Tín, Mỹ Trinh | Quê Hương Tình Yêu Và Tuổi Trẻ 9  | 2001 |
| 4   | Cái Hàng Rào (Vicky Vo)       | -                   | Quê Hương Tình Yêu Và Tuổi Trẻ 10 | 2002 |
| 5   | Không Ai Hơn Ai (Vicky Vô)    | Hữu Nghĩa           | Quê Hương Tình Yêu Và Tuổi Trẻ 13 | 2005 |
| 6   | Hạnh Phúc Trong Ta (Hồng Dao) | -                   | Quê Hương Tình Yêu Và Tuổi Trẻ 14 | 2006 |
| 7   | Tinh Ban (Tác giá: Vicky Vo)  | Chí Tài             | Quê Hương Tình Yêu Và Tuổi Trẻ 15 | 2007 |

### Trung tâm Làng Văn
| STT | Tiết mục                    | Thể hiện với        | Chương trình                         | Năm  |
| --- | --------------------------- | ------------------- | ------------------------------------ | ---- |
| 1   | Mối Tình Già                | -                   | Thế Giới Nghệ Thuật 3                | 1997 |
| 2   | ESL                         | Hoài Linh, Lâm Dũng | Thế Giới Nghệ Thuật 4: Xuân Họp Mặt  | 1998 |
| 3   | Đọc Thư Con (Ngô Tấn Triển) | -                   | Thế Giới Nghệ Thuật 5: Lãng Du Ca    | 1998 |
| 4   | Tấm Cám Thi Hoa Hậu         | -                   | Thế Giới Nghệ Thuật 6: Hương Tình Ca | 1998 |

### Trong nhà ngoài phố
| Vở                | Thể hiện với | Vai                | Năm |
| ----------------- | --- | ------------------ | --- |
| Chuyện lề đường   | (Hồng Đào), NSND Hồng Vân, Thanh Thủy, Minh Phượng, Lê Vũ Cầu, Nguyễn Dương, Minh Hoàng, Tấn Thi, Minh Nhí, NSƯT Hữu Châu, Thu Tuyết, Cát Phượng, Hùng Lâm, Nguyễn Châu, Hoàng Sơn | Cô bé bán thuốc lá | ?   |
| Mối tình trắc trở | (Hồng Đào), NSƯT Bảo Quốc, Quốc Hòa, Minh Hoàng, Thu Ba | Hoàng Kim          | ?   |

## Chính kịch
Lối sống hiện đại (vai Hương) (1989)

## Các chương trình khác

### Phim điện ảnh
| Năm  | Tên phim                     | Vai diễn                                      | Diễn viên khác                                                                                             |
| ---- | ---------------------------- | --------------------------------------------- | --- |
| 2001 | Vật đổi sao dời              | Quang Minh - Michael Nam Hồng Đào - Lan       | với Vân Sơn, Thanh Trúc, Bảo Liêm, Bé Mập,...                                                              |
| 2016 | Cho Em Gần Anh Thêm Chút Nữa | Quang Minh - ông Nghĩa Hồng Đào - bà Trang    | với Võ Đình Hiếu,Jun Vũ...                                                                                 |
| 2016 | Ba Vợ Cưới Vợ Ba             | Quang Minh - Ba Cối                           | với Hoàng Oanh ,Hoài Linh, Khánh My,...                                                                    |
| 2017 | Em chưa 18                   | Quang Minh - bố Linh Đan                      | với Kaity Nguyễn, Kiều Minh Tuấn, Châu Bùi, Will,...                                                       |
| 2017 | Sám Hối                      | Quang Minh                                    | với Bình Minh                                                                                              |
| 2019 | Cua lại vợ bầu               | Hồng Đào - bà Tài                             | với Trấn Thành, Ninh Dương Lan Ngọc, Mạc Văn Khoa, Lê Giang, NS Hữu Châu, Anh Tú...                        |
| 2019 | Thưa mẹ con đi               | Hồng Đào - Bà Hạnh mẹ của Văn (Lãnh Thanh)    | Với Lãnh Thanh, Võ Điền Gia Huy, NSƯT Lê Thiện, Hồng Ánh, Kiều Trinh, Hà Linh, Thanh Tú, Lê Công Hoàng,... |
| 2019 | Tìm chồng cho mẹ             | Hồng Đào - Bà Diệp Anh Quang Minh - Ba bé Heo | Với Vân Trang, Liên Bỉnh Phát,...                                                                          |
| 2019 | Ngôi nhà bươm bướm           | Quang Minh - Ông Cường Hồng Đào - Bà Mai      | Với Hoàng Yến Chibi, NSƯT Thành Lộc,...                                                                    |
| 2019 | Hoa hậu giang hồ             | Hồng Đào -Trưởng Ban giám khảo                | Với Minh Tú, Cao Thiên Trang, Chế Nguyễn Quỳnh Châu,Hải Triều,NSND Hồng Vân...                             |
| 2024 | MAI                          | Hồng Đào - bà Đào                             | Với Phương Anh Đào, Tuấn Trần, Trấn Thành ...                                                              |
| 2024 | Cái giá của hạnh phúc        | Quang Minh - Má Mì                            | Với Thái Hòa, Xuân Lan...                                                                                  |

### Phim truyền hình
| Năm  | Tên phim          | Vai diễn                                        | Chú thích                                                 |
| ---- | ----------------- | ----------------------------------------------- | --------------------------------------------------------- |
| 2010 | Gia đình số đỏ    | Quang Minh - ông Ba Phát Hồng Đào - bà Ba Phát  | với Don Nguyễn, David Phạm, NSƯT Văn Hiệp Nhã Phương, ... |
| 2017 | Gia đình vui nhộn | Quang Minh - Tư Mỏ Lết Hồng Đào - Mộng Lan      | với Gia Lộc, Bảo Bảo, An Khang,...                        |
| 2020 | Phượng khấu       | Hồng Đào - Quý Phi Phạm Hiệu Nguyệt (Đức Từ Dụ) | với NSND Hồng Vân, NSƯT Thành Lộc, Vân Trang,...          |

### Chương trình truyền hình
| Năm  | Tên chương trình             | Kênh              | Vai trò          | Vai trò          | Chú thích                                           |
| Năm  | Tên chương trình             | Kênh              | Quang Minh       | Hồng Đào         | Chú thích                                           |
| ---- | ---------------------------- | ----------------- | ---------------- | ---------------- | --------------------------------------------------- |
| 2016 | Học viện Danh Hài            | VTV6              |                  | giám khảo        | với Lý Hải,...                                      |
| 2016 | Hoán Đổi                     | VTV3              | Giám khảo        |                  | với Trịnh Kim Chi,...                               |
| 2016 | Ơn giời cậu đây rồi! (mùa 3) | VTV3              |                  | trưởng phòng     | với Tự Long, Xuân Bắc, Trường Giang, Trấn Thành,... |
| 2016 | Bí mật đêm chủ nhật          | HTV7              | người chơi chính | người chơi chính | với Thanh Duy idol, Trấn Thành,...                  |
| 2016 | Kỳ Tài Thách Đấu             | HTV7              |                  | người chơi chính | với Chí Tài, Trường Giang, Trấn Thành, Vân Sơn      |
| 2016 | Người Hóa Thân Số 1          | THVL1             | giám khảo        | giám khảo        |                                                     |
| 2016 | Người bí ẩn (mùa 3)          | HTV7              |                  | đội nhà          | với Vân Sơn                                         |
| 2017 | Người bí ẩn (mùa 4)          | HTV7              |                  | đội nhà          | với Vân Sơn                                         |
| 2017 | Là Vợ Phải Thế               | HTV7              |                  | MC               | với Việt Hương, Đại Nghĩa                           |
| 2017 | Ơn giời cậu đây rồi! (mùa 4) | VTV3              |                  | trưởng phòng     | với Tự Long, Xuân Bắc, Trường Giang, Trấn Thành,... |
| 2019 | Mẹ Là Nhất                   | HTV7              |                  | MC               | với Đại Nghĩa                                       |
| 2019 | Sàn chiến giọng hát          | VTV3              |                  | Nhà Đầu tư       | với Chí Tài, Hồng Vân, Ngân Quỳnh                   |
| 2021 | Chuyện ngại nói với Xuân Lan | Xuân Lan offical  | Khách mời        |                  | với Xuân Lan                                        |
| 2024 | The Next Comedians           | Hoài Tâm Official |                  | giám khảo        | với Hoài Tâm, Đồng Sơn, Quang Lê, Việt Hương        |